# Zarodek
Zarodek ali embrij (grško έμβρυο) je človeški organizem v zgodnji fazi razvoja in sicer do vključno osmega tedna razvoja v maternici. Kasneje so posamezni organi že izoblikovani in govorimo o plodu. Medicinska veja, ki se ukvarja z embrionalnim razvojem, celično diferenciacijo oziroma nasploh o razvoju organizma od spočetja do rojstva, se imenuje embriologija.
Človeški zarodek je vsakršna človeška jajčna celica od stopnje oploditve, vsakršna neoplojena človeška jajčna celica, v katero je bilo presajeno celično jedro dozorele človeške celice, in vsakršna neoplojena človeška jajčna celica, pri kateri je partenogeneza spodbudila delitev in nadaljnji razvoj.
Začetno fazo drugih evkariontskih organizmov imenujemo klica.

## Rast in razvoj
1.–4. teden: po 5 do 7 dneh po oploditvi se blastula ugnezni na maternični sluznici, vzpostavijo se popkovne povezave med zarodkom in materjo. Zarodek raste v osi, ki se nato razvije v hrbtenico in hrbtenjačo.
5.–6. teden: Kemijske spojine, ki jih proizvaja zarodek, zaustavijo menstrualni cikel nosečnice. Razvija se živčevje; v 6. tednu je opazna aktivnost električnih valov v predelu možganov. Hkrati začne biti srce, pojavijo se zametki okončin. Glava predstavja polovico zarodkove dolžine in več kot polovico mase.
7.–8. teden: zaznavna je zarodkova krvna skupina. Razvoj mišičja in živčevja je že na tej stopnji, da se zarodek more gibati. Začnejo se razvijati oči. Organogeneza in rast se nadaljujeta. Ob koncu 8. tedna se zarodkova (embrionalna) faza konča in se začne plodova (fetalna) faza.

## Pravni vidik
V Sloveniji in večini držav so raziskave s človeškimi zarodki dovoljeni do vključno 14. dne razvoja. Trenutno sprejeta definicija namreč pravi, da do 14. dne razvoja ne moremo govoriti o individuumu, ker še primitivna proga v osrednjem živčevju ni oblikovana. Zato nekateri znanstveniki imenujejo organizem na začetni stopnji razvoja kot predzarodek (preembrij).